# 哈努斯·维汉
哈努斯·维汉（英語：Hanuš Wihan）是捷克著名大提琴家，被认为是他那个时代最伟大的大提琴家。他和捷克作曲家安东宁·德沃夏克的创作有着密切的联系，如德沃夏克为人熟知的《大提琴協奏曲》、《g小调大提琴回旋曲》和大提琴小品《寂静的森林》皆是为维汉所做。他是捷克弦乐四重奏团的创始人并在其中担任大提琴手，是当时最重要的室内乐团之一。

## 早年
哈努斯·维汉出生于梅圖耶河畔波利采，13岁起跟随捷克大提琴家弗朗茨·黑根伯思（František Hegenbarth）在布拉格音乐学院学习。他后跟随俄国大提琴家卡爾·達維多夫于圣彼得堡音乐学院完成学业，维汉在18岁时在薩爾茨堡莫扎特音樂大學任教。
维汉在尼斯和盧加諾加入了由一位俄罗斯人赞助的私人管弦乐团，后加入了位于柏林的本雅明·比爾澤管弦乐团（即柏林爱乐乐团的前身）。当时乐团的领导是同样来自捷克的小提琴手卡雷尔·哈利什。维汉而后又加入了位于松德斯豪森一位亲王的管弦乐团（Prince Schwarzenburg's orchestra），正是在那里他成为了李斯特·费伦茨亲密的朋友。他后在慕尼黑呆了八年，维汉于此结识了德国指挥家漢斯·馮·彪羅、瓦格纳（瓦格纳在之后的拜羅伊特音樂節中聘请了维汉）和理查·史特勞斯。理查德·施特劳斯为维汉和沃尔特弦乐四重奏团（Walter String Quartet）的其他成员献了一部弦乐四重奏，施特劳斯也为维汉创作了他的《大提琴奏鸣曲》，该曲于1883年12月8日在由维汉纽伦堡首演；施特劳斯还为维汉作了《浪漫曲为大提琴与管弦乐队而作》，但最终并没有献给他，该曲于1884年2月15日由维汉在巴登-巴登进行首演。
维汉曾迎娶过一位来自德累斯顿的钢琴家多拉（Dora ），但多拉却又爱上了比她小5岁的理查德·施特劳斯。维汉心生不满，最终多拉和他的婚姻破裂。维汉在之后便又回到了位于布拉格的母校。

## 职业生涯

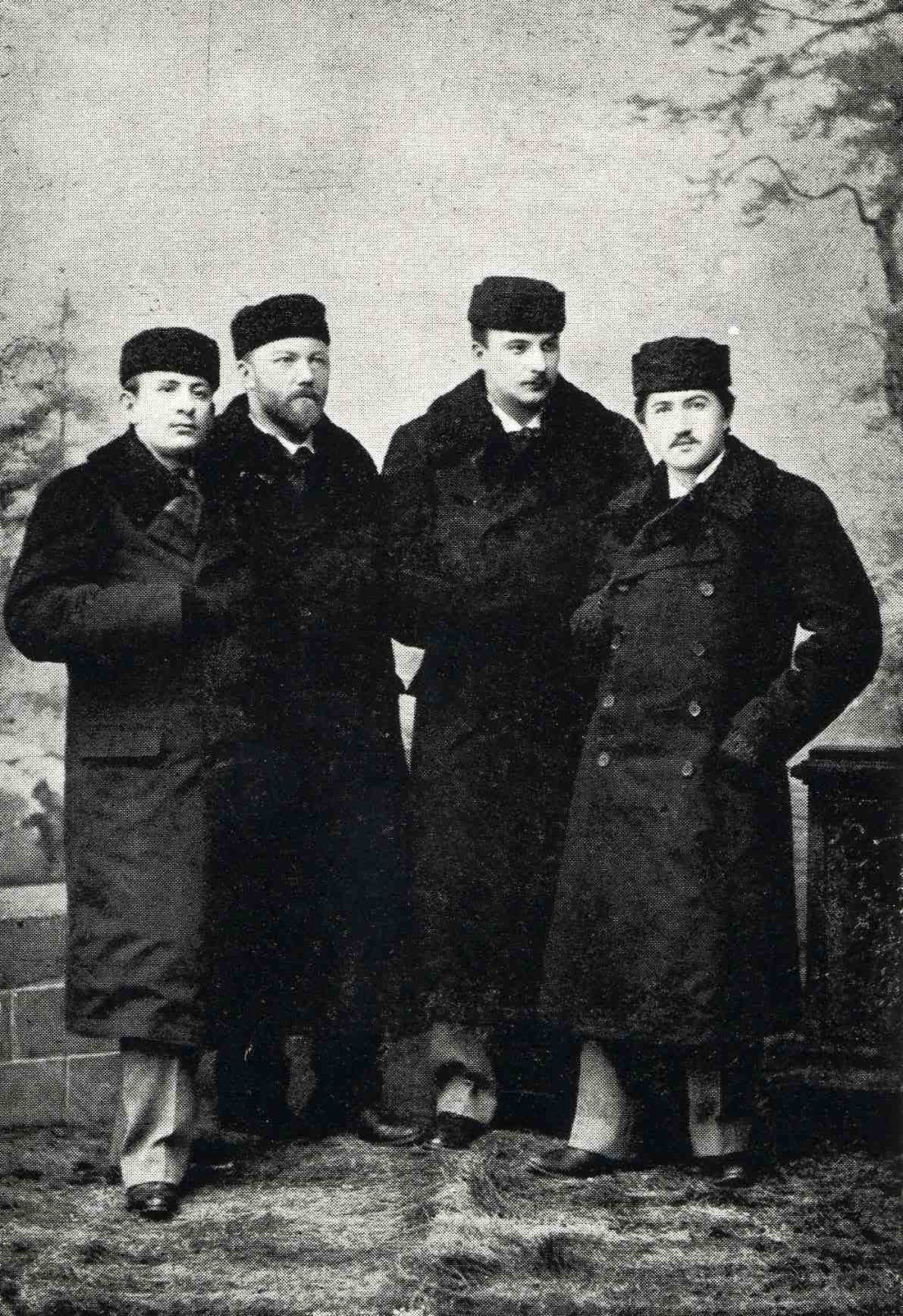
捷克弦乐四重奏团成员（左起第二为哈努斯·维汉）

哈努斯·维汉是一名非常出色的大提琴演奏家和音乐教育家，他于1888年开始以独奏家和室内乐演奏家的身份开始巡演于各地，特别是从1894年起在俄罗斯的经历。柴可夫斯基曾于1888年在布拉格的一场音乐会中观看到了他的表演，并主动提出安排其在俄罗斯的一些演出。维汉还经常征求卡爾·達維多夫的意见，并与达维多夫和柴可夫斯基保持着定期的沟通和联系。
1891年，哈努斯·维汉同捷克小提琴家卡雷尔·霍夫曼、約瑟夫·蘇克、奥斯卡·内德巴尔和维汉自己的大提琴学生奥塔卡尔·伯杰（Otakar Berger）一道组建了波西米亚弦乐四重奏团。1892年，该团的名称改为捷克弦乐四重奏团被采用，由于内德巴尔于1897年去世，维汉本人后来填补了该团大提琴的空缺。捷克弦乐四重奏团后来在许多欧洲国家进行巡演，其中他们所演奏貝多伊齊·史麥塔納的《第一号弦乐四重奏》尤为重要，俄罗斯作曲家謝爾蓋·塔涅耶夫曾对该作品的演出感到印象深刻，并为捷克弦乐四重奏团创作了他的《第四号弦乐四重奏》。
1892年，维汉与德沃夏克在捷克进行了为期五个月的旅行，其间德沃夏克创作了《g小调回旋曲》，该作品后由维汉在赫魯迪姆进行首演。维汉曾请求德沃夏克为他谱写一部大提琴协奏曲，尽管担心大提琴较为低沉的音响效果可能会被管弦乐队所掩盖，但还是在1894-1895年间，德沃夏克在纽约市为其创作了《大提琴协奏曲》，维汉曾对该作品提出过各种改善的建议，其中一些为德沃夏克所接受。德沃夏克没有采纳维汉对于最后乐章中的华彩乐段的建议，这与该乐章原本意图向他病重的嫂子致敬的想法相冲突。 维汉计划于1896年3月19日在伦敦首演该作品，但该时间与捷克弦乐四重奏团的演出时间冲突，故而由英国大提琴演奏家利奥·斯特恩进行了首演。哈努斯·维汉在威廉·門格爾貝格或德沃夏克的指挥下在海牙、阿姆斯特丹和布达佩斯演奏了德沃夏克为他所做的大提琴协奏曲。
维汉与捷克弦乐四重奏团保持着非常密切的合作，在他的演奏生涯后期，维汉减少了作为独奏家和室内乐演奏家的出场次数，多只与四重奏团进行演出。1906年，英国小提琴家莱昂内尔·泰蒂斯开始与该弦乐四重奏团合作，他注意到维汉有在排练时随地吐痰的习惯。哈努斯·维汉于1914年退休。1919年布拉格音乐学院改组后，他被任命为室内乐教授和大提琴教授，并一直担任这些职务直至次年去世。
哈努斯·维汉于1920年5月1日去世，享年64岁，那一天正好是德沃夏克逝世的周年纪念日。布拉格学院为纪念他的贡献于1985年成立了维汉四重奏团。

## 外部連結
- 维汉弦乐四重奏团官网（页面存档备份，存于）
- 维汉弦乐四重奏团由拿索斯唱片公司所发布的唱片